# Квіт Сергій Миронович
Сергі́й Миро́нович Квіт (нар. 26 листопада 1965, Ужгород) — український освітній і громадський діяч, педагог, літературознавець, журналіст, майстер спорту з фехтування, голова Національного агентства із забезпечення якості вищої освіти. З 19 червня 2014 по 14 квітня 2016 року — 9-й Міністр освіти і науки України у першому та другому урядах Арсенія Яценюка. З 1 вересня 2007 року до 17 листопада 2014 року — президент Національного університету «Києво-Могилянська академія». На посаді президента університету насамперед відомий, тим, що через свою активну громадську позицію вступив у конфлікт із керівництвом Міністерства освіти і науки, молоді та спорту. Зокрема, під час перебування міністра освіти, Дмитра Табачника, Квіт був одним із найактивніших супротивників політики, яку проводило міністерство. Професор Києво-Могилянської школи журналістики. У 2019-2022 роках керував Національним агентством із забезпечення якості вищої освіти України. З 2022 року знову очолив Національний університет "Києво-Могилянська академія".
У рейтингу «200 найбільш впливових українців» щотижневого журналу «Фокус» 2010 року посів 184-те місце, 2011 року — 191-те, 2012 року — 190-те, 2013 року — 194-те. Лауреат премії журналу «Світо-Вид», літературної премії Національної спілки письменників України «Благовіст», фундації Українського вільного університету, а також стипендій програми Фулбрайта в університеті Огайо та Стенфордському університеті, Інституту Кеннана та Німецької служби академічних обмінів. Один із спікерів Форуму Вільних Держав Постросії.

## Життєпис

### Перші роки
Сергій Квіт народився в українському місті Ужгород, Закарпатської області. У 1982 році Квіт закінчив середню школу № 17 у місті Львів. У 1983–1985 роках, у зв'язку з військовим обов'язком, Сергій проходив службу у 29-й окремій спортивній роті Прикарпатського військового округу, Радянської армії.
Після військової служби вступив на підготовче відділення факультету журналістики Київського державного університету імені Т. Г. Шевченка, який закінчив у 1991 році. Тоді ж, у студентські роки, Сергій Квіт розпочав журналістську діяльність. У 1990 році він виступив членом-засновником Асоціації «Нова література».

### Початок кар'єри
Після закінчення університету, того ж року, він розпочав роботу за фахом редактором відділу у журналі «Слово і час», Інституту літератури імені Т. Г. Шевченка НАН України. З наступного року він протягом кількох місяців працював у Національному університеті «Києво-Могилянська академія» на посаді головного редактора газети «Так». А з 1993 року Квіт став головним редактором журналу «Українські проблеми», а ще через два роки став членом наукового товариства імені Миколи Міхновського. За деякими даними Сергій Квіт у 1990-х роках був членом ВО «Тризуб» імені Степана Бандери і, навіть, мав звання сотника.
Викладацьку роботу Сергій Миронович розпочав у 1996 році асистентом кафедри історії української літератури і журналістики в Інституті журналістики КНУ імені Т. Г. Шевченка. У 1997 році у Сергія Квіта відбувся захист кандидатської дисертації в Інституті журналістики. Через два роки, 1999 року, він перейшов на кафедру організації масово-інформаційної діяльності, де, спочатку, працював асистентом, а після захисту докторської дисертації в 2000 році на тему «Дмитро Донцов і „Літературно-Науковий Вісник“ („Вісник“) на тлі розвитку української літератури і журналістики 20-х — 30-х років. Ідеологічні, естетичні та організаційні принципи», — на посаді доцента. У тому ж році Квіт очолив управління преси та книговидання Державного комітету інформаційної політики, телебачення та радіомовлення України. Ще через рік, 2001 року, Квіт захистив докторську дисертацію в Українському вільному університеті, що у німецькому місті Мюнхен. Приблизно у той же час Сергій Квіт покинув викладацьку практику в Інституті журналістики й звільнився з Держкомтелерадіо, повернувшись на роботу у Києво-Могилянську академію. Там професор університету відкрив «Могилянську школу журналістики», а також був призначений на посаду декана-організатора факультету політичних наук і журналістики. Наступного, 2002 року, Квіта було призначено деканом факультету соціальних наук і соціальних технологій Києво-Могилянської академії. Приблизно у той же час Сергій Квіт став президентом Центру медіа-реформ, де працював до 2010 року. У журналі «Українські проблеми» він працював до 2003 року. В університеті, окрім викладацької діяльності, він також здобув освіту у Києво-Могилянській бізнес-школі, у 2004 році пройшов модуль «Стратегія в умовах турбулентності», а 2005 року «Майстерність управління людськими ресурсами». Того ж року Квіта було обрано членом Національної комісії з питань утвердження свободи слова та інформаційної галузі (за іншими даними — з 2006 року членом Національної комісії з питань утвердження свободи слова при Президенті України).

### Керівник Національного університету «Києво-Могилянська академія»

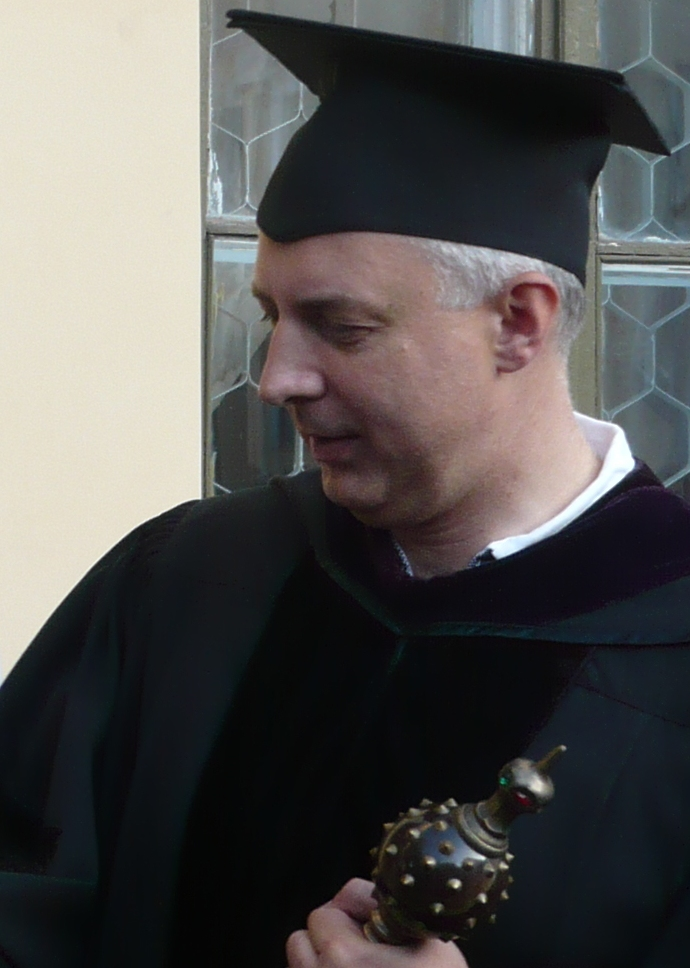
Квіт в академічному одязі

На початку липня 2007 року відбулися вибори президента університету на 16-й сесії Академічної конференції Києво-Могилянської академії, найвищого колегіального органу самоврядування університету. Серед кандидатів, окрім інших, був також декан факультету соціальних наук та соціальних технологій, Сергій Квіт. Президента НаУКМА обирали шляхом таємного голосування. Того дня за нього проголосувало 219 із 378 учасників сесії, тобто 51,7 %, а за конкурента декана, віце-президента з науково-навчальних студій Володимира Моренця, проголосували 139 осіб, тобто 32,8 % учасників. Інавгурація Сергія Мироновича відбулася 31 серпня. Саме через це Квіту довелося покинути посаду директора Могилянської школи журналістики та декана факультету соціальних наук і соціальних технологій.
Наприкінці 2010 року тижневий журнал «Фокус» склав рейтинг «200 найбільш впливових українців», де вперше опинився Сергій Квіт на 182 сходинці. У тому ж рейтинзі серед інших діячів освіти на 34-й сходинці був, на той час, діючий Міністр освіти, науки, молоді і спорту, Дмитро Табачник, на 181-й — ректор Київського національного університету імені Т. Г. Шевченка Леонід Губерський, на 187-й — ректор Національного технічного університету України «Київський політехнічний інститут» Михайло Згуровський, а також на 189-й сходинці — ректор Національного юридичного університету імені Ярослава Мудрого Василь Тацій. Згідно статті «Фокуса», Квіт потрапив у цей рейтинг, через підняття питання про необхідність скоротити кількість українських вишів до 40, а також через те, що був майже єдиним з керівників українських вишів виступив проти призначення Дмитра Табачника очільником Міністерства освіти і науки.
У серпні того ж року був опублікований так званий «лист десятьох» — лист української інтелігенції на підтримку політики Президента України Віктора Януковича. Одним з десятьох підписантів був Сергій Квіт.
У травні, наступного, 2011 року вийшла книга «Час „дешевого клоуна“. Українська освіта: випробування горе-реформами», авторами якої стали викладачі НаУКМА Сергій Квіт, Володимир Моренець, В'ячеслав Брюховецький, Андрій Мелешевич, Володимир Панченко. У книзі гостро критикувалася освітня політика діючого міністра освіти Дмитра Табачника, саме її вихід, за даними сайту «studiarium.net», став початком конфлікту між керівництвом університету й міністерством освіти. Вже 26 серпня президент НаУКМА звернувся до суду щодо «несправедливого розподілу місць державного замовлення на 2011/2012 роки». У тому ж році він пройшов ще один модуль у Києво-Могилянська бізнес-школі — «Вирішення проблем в командах за методологією Адізеса». У рейтингу «Фокуса» за 2011 рік 191-у сходинку, разом із Квітом у рейтинг також потрапили міністр Табачник, а також ректори Леонід Губерський, Михайло Згуровський і Василь Тацій. Квіт, за думкою редакції журналу, як прихильник «європейських стандартів», потрапив у рейтинг через просування ідеї університетської автономії, як академічної так і фінансової. За його словами, виші не повинні розраховувати лише на державний бюджет, а й повинні знаходити ресурси самі.
7 лютого 2012 року Центр візуальної культури відкрив виставку «Українське тіло», присвячену «дослідженню тілесності в українському суспільстві», яка мала тривати до 28 лютого. Через кілька днів, 10 лютого, президент НаУКМА Сергій Квит закрив виставку, заявивши журналістам: «Це не виставка, а лайно». Після цього інциденту Центр візуальної культури оголосив збір підписів на знак протесту проти художньої цензури в стінах Києво-Могилянської академії і повторного відкриття виставки. Через це 27 лютого під стінами Києво-Могилянської академії пройшла акція проти закриття Центру та цензурування його діяльності. Вже через кілька годин після початку акції президент академії запросив протестуючих до себе у кабінет. Після проведеної дискусії було вирішено Центр візуальної культури мав відновити роботу, але вже без виставки. Орім того, керівництво університету взяло на себе зобов'язання надати центру автономію й не чинити адміністративного тиску. Однак, наприкінці березня Вчена Рада академії закрила Центр візуальної культури. Того ж року Сергій Квіт скасував ліцензію лекції німецького історика Гжегожа Россолиньського-Лібе «Степан Бандера: життя українського революційного ультранаціоналіста та пам'ять про нього, 1909—2009».
Наприкінці року Сергій Миронович зайняв 190-у сходинку в рейтингу журналу «Фокус» за 2012 рік. Насамперед через те, що Києво-Могилянська академія у тому році повернула собі бюджет, який був відібраний державою у 2011 році. Окрім того, журналісти зазначили, що Кабінет Міністрів України схвалив законопроєкт «Про вищу освіту», лобійований Квітом, який мав за мету створення Національного агентства, який би зменшив повноваження Міністерства освіти. І як зазначив сам Сергій Квіт, це один із кроків до університетської автономії Того ж року Квіт став членом наглядової ради Незалежної асоціації телерадіомовників.
У січні 2013 року академія звернулася до Окружного адміністративного суду Києва із запереченням намагань Міністерства освіти скасувати у Могилянці «перехресний вступ» на магістерські програми. Тоді ж університет звинуватив міністра освіти, Табачника, в «казарменій уніфікації вищої освіти». Після силового розгону протестувальників 30 листопада Сергій Миронович, як і багато інших публічних осіб[джерело?], закликав усіх «могилянців» приєднатися до народного віче через соціальну мережу Facebook. Того ж року у рейтингу 200 найвпливовіших українців «Фокус» розмістив Квіта на 194-й сходинці. Як зазначили журналісти, це, насамперед, через те, що проєкт закону України «Про вищу освіту», над яким він працював з 2010 року, потрапив у Верховну Раду України й був затверджений Комітетом з питань науки і освіти. Того ж року він першим виступив проти підвищення навчального навантаження на викладачів вишів, що могло б призвести до звільнення близько 30-ти тисяч викладачів по всій країні.

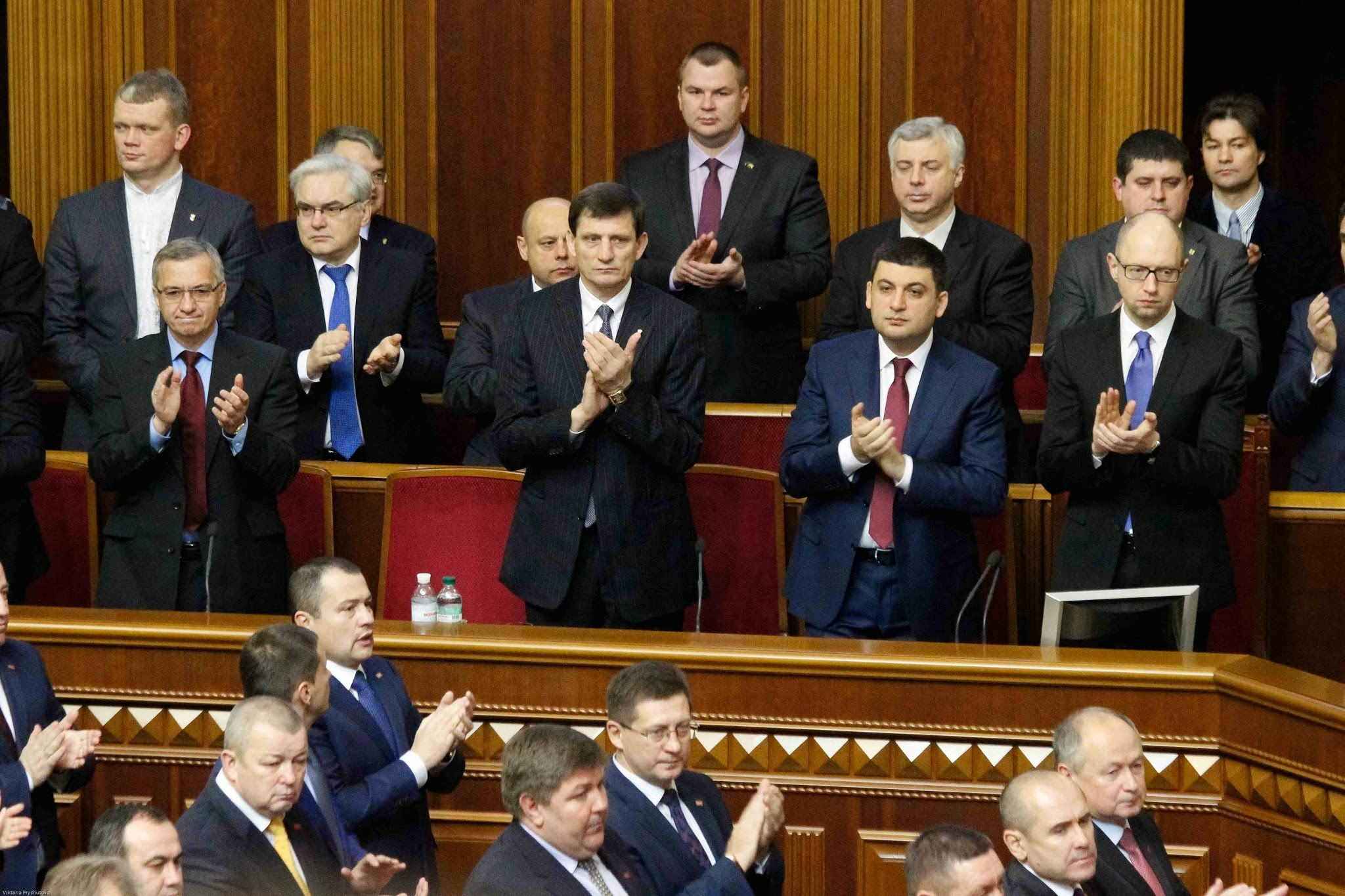
Перший уряд Арсенія Яценюка 27 листопада на засіданні Верховної Ради України. Міністри зліва-направо: Ігор Швайка, Олександр Шлапак, Валерій Пятницький, Андрій Мохник, Юрій Продан, Олександр Сич, Дмитро Булатов, Володимир Гройсман, Сергій Квіт, прем'єр-міністр Арсеній Яценюк, Максим Бурбак і Євген Нищук

### Робота міністром
27 лютого 2014 року Сергій Квіт був призначений на посаду Міністра освіти і науки України. Його кандидатуру визначив студентський актив, який 21 лютого вдерся до приміщення відомства. Серед інших на цю посаду також пропонували Михайла Згуровського та Лілію Гриневич. Також називали кандидатуру представниці ВО «Свобода», Ірини Фаріон, але та відмовилася. До того ж студенти були проти такого призначення. Тому було узгоджено кандидатуру саме С. Квіта, за що проголосував 331 народний депутат.
2 грудня 2014 року Верховна Рада України прийняла за основу і в цілому законопроєкт про формування нового складу Кабінету Міністрів України, де, зокрема, на посаду Міністра освіти і науки пропонувалося знову призначити Сергія Квіта. За відповідну постанову парламенту проголосувало 288 народних депутатів з 339-ти, присутніх у залі і ще один депутат проголосував проти.
За рейтингом журналу «Власть денег» у липні 2015 Сергія Квіта було визнано найкращим міністром уряду.
Сергій Квіт очолював міністерство освіти й науки України до квітня 2016 року, замість нього міністром освіти стала Лілія Гриневич.
Квіт став позаштатним радником президента.

#### Реформа освіти
1 липня 2014 року Верховна Рада України прийняла закон «Про вищу освіту», 31 липня його підписав Президент Петро Порошенко. Робота над ним здійснювалася на засадах обговорення громадськістю, студентством та представниками понад 30 освітніх організацій. Міністр освіти і науки України Сергій Квіт особисто працював у робочій групі. Згідно з законом, було вирішено зменшити максимальну кількість годин необхідного навантаження викладачів для отримання визначеного окладу з 900 до 600 годин. Зменшення навантаження, згідно із законом, відбувається не за рахунок розширення штату, а через скорочення годин на лекції, семінарів і практичних занять. У березні 2015 року Сергій Квіт підписав угоду про приєднання України до найбільшої європейської дослідницької програми "Горизонт 2020". 26 листопада 2015 року Верховна рада України схвалила Закон "Про наукову і науково-технічну діяльність" Реформування вищої освіти за каденції Сергія Квіта здійснювалося через імплементацію концепції всебічної університетської автономії (академічної, фінансової, організаційної).

#### Освіта на окупованих територіях
Під час Російсько-української війни 2014 року деякі території України були окуповані. 28 серпня 2014 року народний депутат України Андрій Павловський направив до міністра освіти і науки Сергія Квіта лист із переліком освітян, які підтримали окупаційну владу. Зокрема 12 листопада, Міністерство достроково розірвало контракти з ректором Національної академії природоохоронного і курортного будівництва Сергієм Федоркіним, ректором Севастопольського національного технічного університету Євгеном Пашковим, ректором Таврійського національного університету імені В. І. Вернадського Миколою Багровим. Вже 24 листопада міністр повідомив, що всі викладачі вузів, які підтримали російську владу, вважаються звільненими з 1 вересня з того ж року.
10 вересня, проросійськими бойовиками було захоплено приміщення Донецького національного університету й призначено ними власного ректора замість Романа Гринюка. Через ці події офіційна українська влада, зокрема, міністерство заснувало кампус університету у Вінниці. Також було вирішено, що форма навчання в Донецькому університеті буде очно-дистанційною, але значна частина викладачів і студентів має вчитися і працювати у Вінниці.

## Критика
Міністр освіти і науки України Сергій Квіт не вказав у декларації за 2014 земельну ділянку 0,0629 га в Ужгороді (Закарпатська області), яка була на нього оформлена в 2014 році як спадщина після смерті його батька (у 2013 році). Дана ділянка призначена для будівництва та обслуговування житлового будинку, господарських споруд та розміщення присадибної ділянки. Крім того, в Реєстрі прав власності на нерухоме майно немає даних про квартиру площею 50 кв. м, яка була задекларована міністром як майно, що перебуває в його власності або користуванні.

## Наукова діяльність
Наукові інтереси Сергія Мироновича Квіта, у першу чергу, стосуються філософської герменевтики, масових комунікацій, університетського менеджменту. Є автором наукової монографії «Герменевтика стилю», що була опублікована у Видавничому домі «Києво-Могилянська академія» у 2011 році.

### Публікації
- Serhiy Kvit (2023). Media, History, and Education. Three Ways to Ukrainian Independence. - ibidem Press: https://cup.columbia.edu/book/media-history-and-education/9783838218076
- Serhiy Kvit (2022). Skeleton Key: How to Understand the Changing World during Ukraine’s War for Independence // Kyiv Security Forum, June 4: https://ksf.openukraine.org/en/news/2420-klyuch-vid-usih-dverej-jak-rozumiti-svit-shho-zminyujetysya-pid-chas-vijni-za-ukrajinsyku-nezalezhnisty
- Serhiy Kvit (2022). Russia-Ukraine War through the Prism of Mass Communications // StopFake, May 13: https://www.stopfake.org/en/__trashed-14/
- Serhiy Kvit (2022). Media, public rhetoric, and culture in the context of Ukraine’s war for independence from Russia // StopFake, Apr. 9: https://www.stopfake.org/en/media-public-rhetoric-and-culture-in-the-context-of-ukraine-s-war-for-independence-from-russia/ [Архівовано 10 квітня 2022 у Wayback Machine.]
- Сергій Квіт (2022). Усе має змінитися: десять кроків з реформування вищої освіти після війни // Джеркало тижня, 31 березня: https://zn.ua/ukr/EDUCATION/use-maje-zminitisja-desjat-krokiv-z-reformuvannja-vishchoji-osviti-pislja-vijni.html [Архівовано 10 квітня 2022 у Wayback Machine.]
- Serhiy Kvit, Natalia Stukalo (2021). FIDES FACIT FIDEM: Dezvoltarea prin comunicare și transparență a unui process de AC fundamentat pe încredere // Quality Assurance Review for Higher Education, Vol. 11, No. 1 – 2, 2021, pp. 39 – 47: https://www.aracis.ro/wp-content/uploads/2022/03/4-Kvit-Stukalo.pdf
- Сергій Квіт (2021). Диплом для Карлоса та «Могилянка 2.0». Три критерії якісної освіти // День, 16 листопада: https://m.day.kyiv.ua/uk/article/cuspilstvo/dyplom-dlya-karlosa-ta-mogylyanka-20 [Архівовано 16 Листопада 2021 у Wayback Machine.]
- Kvit, Serhiy (2021). The Battle for History and Building of Identity: Fake News confronts Professional News // StopFake. org: https://www.stopfake.org/en/the-battle-for-history-and-building-of-identity-fake-news-confronts-professional-news/ [Архівовано 23 Жовтня 2021 у Wayback Machine.]
- Kvit, Serhiy (2021). Towards the Freedom-Seeking Mission of the Ukrainian University // Comparative Education Research Centre at the University of Hong Kong:https://cerc.edu.hku.hk/universities-and-intellectuals/1-1/towards-the-freedom-seeking-mission-of-the-ukrainian-university/ [Архівовано 2 Квітня 2021 у Wayback Machine.]
- Kvit, Serhiy (2020). Higher Education in Ukraine in the Time of Independence: Between Brownian Motion and Revolutionary Reform // Kyiv-Mohyla Humanities Journal, 7: http://kmhj.ukma.edu.ua/article/view/219666 [Архівовано 27 Грудня 2020 у Wayback Machine.]
- Сергій Квіт (2020). Якість вищої освіти має конкретних адресатів // Дзеркало тижня. — 3 вересня: https://zn.ua/ukr/EDUCATION/zabezpechennja-jakosti-vishchoji-osviti-maje-konkretnikh-adresativ.html [Архівовано 5 Вересня 2020 у Wayback Machine.]
- Kvit, Serhiy (2020). Implementing Ukrainian Law in Higher Education: Successes and Challenges // The Research Initiative on Democratic Reforms in Ukraine. - Canadian Institute of Ukrainian Studies (compiled by Olenka Bilash), University of Alberta. - P. 3-16: https://kvit.ukma.edu.ua/wp-content/uploads/2020/07/The-Research-Initiative-on-Democratic-Reforms-in-Ukraine1.pdf [Архівовано 22 Липня 2020 у Wayback Machine.]
- Kvit, Serhiy (2020). What is the Capitulation Resistance Movement and why does it matter? // Kyiv Post, May, 8: https://www.kyivpost.com/article/opinion/op-ed/serhiy-kvit-what-is-the-capitulation-resistance-movement-and-why-does-it-matter.html
- Serhiy (2020). Ukraine has never given up and never will // Kyiv Post, February, 1: https://www.kyivpost.com/article/opinion/op-ed/serhiy-kvit-ukraine-has-never-given-up-and-never-will.html [Архівовано 26 Березня 2022 у Wayback Machine.]
- Kvit, Serhiy (2019). A perspective on ‘fake news’ // Kyiv Post, October, 26: https://www.kyivpost.com/article/opinion/op-ed/serhiy-kvit-a-perspective-on-fake-news.html [Архівовано 28 Жовтня 2019 у Wayback Machine.]
- Сергій Квіт (2019). Міністерство має посилювати свою роль як розумного модератора // The Ukrainians. - 29 жовтня: https://theukrainians.org/sergiy-kvit/ [Архівовано 25 Жовтня 2019 у Wayback Machine.]
- Сергій Квіт (2019). Нова система акредитації. Що чекає на українські університети? // Дзеркало тижня. — № 30, 17 серпня: https://dt.ua/EDUCATION/nova-sistema-akreditaciyi-320848_.html [Архівовано 18 Серпня 2019 у Wayback Machine.]
- Kvit, Serhiy (2019). Ukraine in the struggle for independence in the age of post-truth // Kyiv Post, June 13: https://www.kyivpost.com/article/opinion/op-ed/serhiy-kvit-ukraine-in-the-struggle-for-independence-in-the-age-of-post-truth.html?cn-reloaded=1
- Сергій Квіт (2019). Голова Національного агентства із забезпечення якості вищої освіти Сергій Квіт: про завдання НАЗЯВО, боротьбу із плагіатом і фінансову автономію для університетів // Opinion. Так думає Україна, 20 березня: https://opinionua.com/2019/03/20/golova-nacionalnogo-agentstva-iz-zabezpechennya-yakosti-vishhoї-osviti-sergij-kvit-pro-zavdannya-nazyavo-borotbu-iz-plagiatom-i-finansovu-avtonomiyu-dlya-universitetiv/ [Архівовано 11 жовтня 2019 у Wayback Machine.]
- Kvit, Serhiy (2018). Mass Communications. — Kyiv, PH «Kyiv-Mohyla Academy». — 350 p.: http://kvit.ukma.edu.ua/wp-content/uploads/2019/02/Mass-Communications-2018.pdf
- Kvit, Serhiy (2018). A roadmap to higher education reform via autonomy // University World News. — 16 March, Issue No:497 [Архівовано 17 Березня 2018 у Wayback Machine.]
- Сергій Квіт (2018). Дорожня карта реформування вищої освіти України // Освітня політика, 23 березня [Архівовано 30 Червня 2018 у Wayback Machine.]
- Сергій Квіт (2017). Реформування вищої освіти в Україні. Три з половиною роки після Революції Гідності // Дзеркало тижня, 25 жовтня [Архівовано 14 Квітня 2019 у Wayback Machine.]
- Kvit, Serhiy (2017). One Hundred Years of the Ukrainian Liberation Struggle: //kvit.ukma.edu.ua/wp-content/uploads/2017/07/One-Hundred-Years-of-the-Ukrainian-Liberation-Struggle1.pdf [Архівовано 19 Січня 2021 у Wayback Machine.]
- Kvit, Serhiy (2017). The reform of Ukrainian universities — main goals and objectives // Kyiv Post, April 7: https://www.kyivpost.com/article/opinion/op-ed/serhiy-kvit-reform-ukrainian-universities-main-goals-objectives.html
- Kvit, Serhiy (2015). Battlefront of Civilizations: Education in Ukraine. — Kyiv, PH «Kyiv-Mohyla Academy». — 208 p.: http://kvit.ukma.edu.ua/wp-content/uploads/2017/03/The-Battlerfront-of-civilizations-education-in-Ukraine.pdf [Архівовано 22 Березня 2017 у Wayback Machine.]
- Truth: Philosophy in Transit // Kyiv-Mohyla Humanities Journal, 2014, # 1: http://kvit.ukma.kiev.ua/wp-content/uploads/2014/08/Truth-Philosophy-in-Transit.pdf%5Bнедоступне+посилання%5D
- Квіт С. М. Дмитро Донцов. Ідеологічний портрет. — Львів: Галицька видавнича спілка, 2013. — 192 с.: http://kvit.ukma.edu.ua/wp-content/uploads/2013/10/Dmytro-Dontsov.-Ideological-Portrait3.pdf [Архівовано 13 Липня 2017 у Wayback Machine.]
- Квіт С. М. Герменевтика стилю [Архівовано 28 Жовтня 2016 у Wayback Machine.] / [наук. ред. М. А. Мінаков; рец.: Г. Г. Почепцов, К. Б. Сігов]. — Київ: Видавничий дім «Києво-Могилянська академія», 2011. — 143 с.
- Час "дешевого клоуна". Українська освіта: випробування горе-реформами / [упоряд. В. Панченко] ; Національний університет "Києво-Могилянська академія". - Київ : [Аграр медіа груп], 2011. - 99 с.
- The Hermeneutics of Style. — Kyiv-Mohyla Journal. Philosophy, 2011.: http://kvit.ukma.kiev.ua/wp-content/uploads/2011/12/33-100-2-PB.pdf [Архівовано 22 грудня 2014 у Wayback Machine.]
- Kvit S. Augustine's Hermeneutical Universalism / Serhiy Kvit // Kyiv-Mohyla Journal. - 2010. - V. 1 : Philosophy. - P. 1-4.
- Mass Communications of an Independent Ukraine in the Context of Normative Theories and as an Evidence of Modernization Theory // Working Papers of the Institute for Broadcasting Economics at the University of Cologne. — 2010. — Вип. №273.: https://web.archive.org/web/20150501125419/http://www.rundfunk-institut.uni-koeln.de/institut/publikationen/arbeitspapiere/ap273.php
- Ректор "Києво-Могилянки" ужгородець Сергій Квіт назвав Табачника тим, ким той є насправді [Закарпаття онлайн, 16 березня 2010р.]
- Квіт С. М. Масові комунікації : підручник для студентів вищих навчальних закладів / Сергій Квіт. - Київ : Києво-Могилянська академія, 2008. - 206 с.
- Квіт С. М. Філософська герменевтика і соціальні науки з погляду однієї дискусії / Сергій Квіт. // Той, хто відродив Могилянку : зб. до 60-ліття В'ячеслава Брюховецького / [упоряд. : В. Моренець, В. Панченко, Т. Ярошенко]. - К. : [Києво-Могилянська академія], 2007. – С. 468-474.

## Нагороди та почесні звання
- почесний професор Ізмаїльського державного гуманітарного університету (2018);
- почесний доктор Закарпатської академії мистецтв, м. Ужгород (5 травня 2017);
- Орден «За заслуги» III ст. (1 грудня 2015) — за значний особистий внесок у державне будівництво, соціально-економічний, науково-технічний, культурно-освітній розвиток Української держави, вагомі трудові досягнення, багаторічну сумлінну працю[30]
- Премія журналу «Світо-Вид» (1994);
- Премія Національної спілки письменників України «Благовіст» (1996);
- Фундація Українського вільного університету (2004);
- Стипендії програми Фулбрайта (2006–2007, 2017—2018);
- Стипендія Інституту Кеннана (2009);
- Стипендія Німецької служби академічних обмінів (2010)[3].

## Родина та особисте життя
За даними журналу «Фокус» Сергій Квіт одружений та виховує доньку. За даними сайту «liga.net», серед вподобань Сергія Квіта можна відзначити спорт і читання книжок.